# Raymonde Allain
Raymonde Allain (Parigi, 22 giugno 1912 – Parigi, 27 luglio 2008) è stata una modella e attrice francese.

## Biografia
Era figlia dell'attore Henri Allain, detto Allain Dhurtal.
Aveva un colorito chiaro, capigliatura dorata, occhi verdi e parlava correntemente l'inglese.
Fu vincitrice del titolo di Miss Bretagna del 1926 e del titolo Miss Francia del 1927.
È stata la quarta vincitrice del concorso, eletta Miss Francia a Parigi, e in seguito si classificò seconda a Miss Universo 1928.
Nel 1938 sposò il pianista e compositore francese di origine russa, Alec Siniavine (1906-1996).

## Filmografia
- Les Rigolos, regia di Jacques Séverac (1928)
- La Poule, regia di René Guissart (1932)
- Rien que des mensonges, regia di Karl Anton  (1933)
- Tunnel (Le Tunnel), regia di Curtis Bernhardt (1933)
- Iris perdue et retrouvée, regia di Louis Gasnier (1933)
- Le Voyage de monsieur Perrichon, regia di Jean Tarride (1934)
- Le perle della corona (Les Perles de la couronne), regia di Sacha Guitry (1937)
- Remontons les Champs-Élysées, regia di Sacha Guitry (1938)
- Entente cordiale, regia di Marcel L'Herbier (1939)
- Il valzer di Parigi (Le valse de Paris), regia di Marcel Achard (1950)
- Le Tribunal de l'impossible, telefilm di Michel Subiela (1974)

## Televisione
- Good Morning USA (1952)
- Trailer (1952 - 1954)
- Bonne Appétit (1956 - 1963)
- Guide Michelin (1960)
- Discover (1965 - 1970)
- Good Morning America (1970 - 1973)
- Last Night (1980)